# 100 días para enamorarse
100 días para enamorarse là một bộ phim truyền hình thuộc thể loại telenovela của Argentina do Underground Producciones sản xuất. Bộ phim được trình chiếu trên Telefe từ ngày 7 tháng 5 đến ngày 12 tháng 12 năm 2018.

## Diễn viên
- Carla Peterson vai Laura Contempomi
- Nancy Dupláa vai Antonia Salinas
- Luciano Castro vai Diego Castelnuovo
- Juan Minujín vai Gastón Guevara
- Constantine Ganosis vai Juan Fianci[5]
- Pablo Rago vai Jorge "Coco" Carulias
- Juan Gil Navarro vai Javier Fernández Prieto
- Jorgelina Aruzzi vai Inés Sosa
- Osvaldo Laport vai Chino Salinas
- Ludovico Di Santo vai Paul Contempomi
- Michel Noher vai Fidel Garrido
- Leticia Siciliani vai Carmen
- Mario Pasik vai Miguel Contempomi
- Maite Lanata vai Juana "Juani" Salinas Castelnuovo/Juan Salinas Castelnuovo
- Franco Rizzaro vai Rodrigo Contempomi Guevara
- Macarena Paz vai Catalina Connor
- Marita Ballesteros vai Bea Méndez de Contempomi
- Jeremías Batto Colini vai Santiago Contempomi Guevara

### Diễn viên phụ
- Manuela Pal vai Florencia Fernández Berra
- Marina Bellati vai Solange
- Graciela Tenenbaum vai Raquel
- Lola Toledo vai Azul Garrido
- Fiorela Duranda vai Julieta Fernández Sosa
- Luz Palazón es Lidia Molfino
- Agustina Midlin vai Luli Cerberos
- Malena Narvay vai Emma
- Cawi Blaksley vai Amparo
- Jerónimo Bosia Giocondo vai Tomás.
- Junior Pisanu vai Facundo
- Facundo Calvo vai Ciro
- Lucía Maciel vai Norma
- Paula Cancio vai Clara Garrido
- Tomás Ottaviano vai Nicolás Fernández Berra
- Antonella Ferrari vai Charo Solís
- Juan Guilera vai Matías Murano